# 恩里科·塞斯特
恩里科·塞斯特（義大利語：Enrico Cester；1988年3月16日—）是一位意大利排球運動員。他效力於盧貝排球俱樂部。他也是意大利國家男子排球隊的一員，代表意大利參加世界排球錦標賽等賽事。